# Homalodotherium
Homalodotherium è un genere estinto di mammiferi notoungulati, appartenente ai tossodonti. Visse nel Miocene inferiore (circa 20 milioni di anni fa) e si suoi resti fossili sono stati ritrovati in Argentina.

## Descrizione
Lungo un paio di metri e alto circa un metro e mezzo, questo animale assomigliava molto ai rappresentanti di un altro gruppo di mammiferi, gli ancilopodi, caratteristici però dell'emisfero settentrionale e non imparentati con l'omalodoterio, che apparteneva al gruppo molto diversificato dei notoungulati. Le somiglianze riguardano lo scheletro, davvero bizzarro per alcune caratteristiche. Come gli ancilopodi, l'omalodoterio possedeva lunghe zampe anteriori e robusti arti posteriori. Le estremità terminavano in grossi artigli, e il piede era plantigrado. Le "mani", invece, dovevano essere digitigrade.
Il profilo di questo mammifero era leggermente pendente, dal momento che gli arti anteriori erano più lunghi di quelli posteriori. Il muso era raccorciato, con le ossa nasali poste in alto sul cranio (il che indica la probabile presenza di una corta proboscide nell'animale in vita); i denti, in fila serrata, non erano molto specializzati (da qui il nome che significa "bestia dai denti uguali") e i canini non erano prominenti, al contrario di quelli di animali affini ma più antichi, come Thomashuxleya.

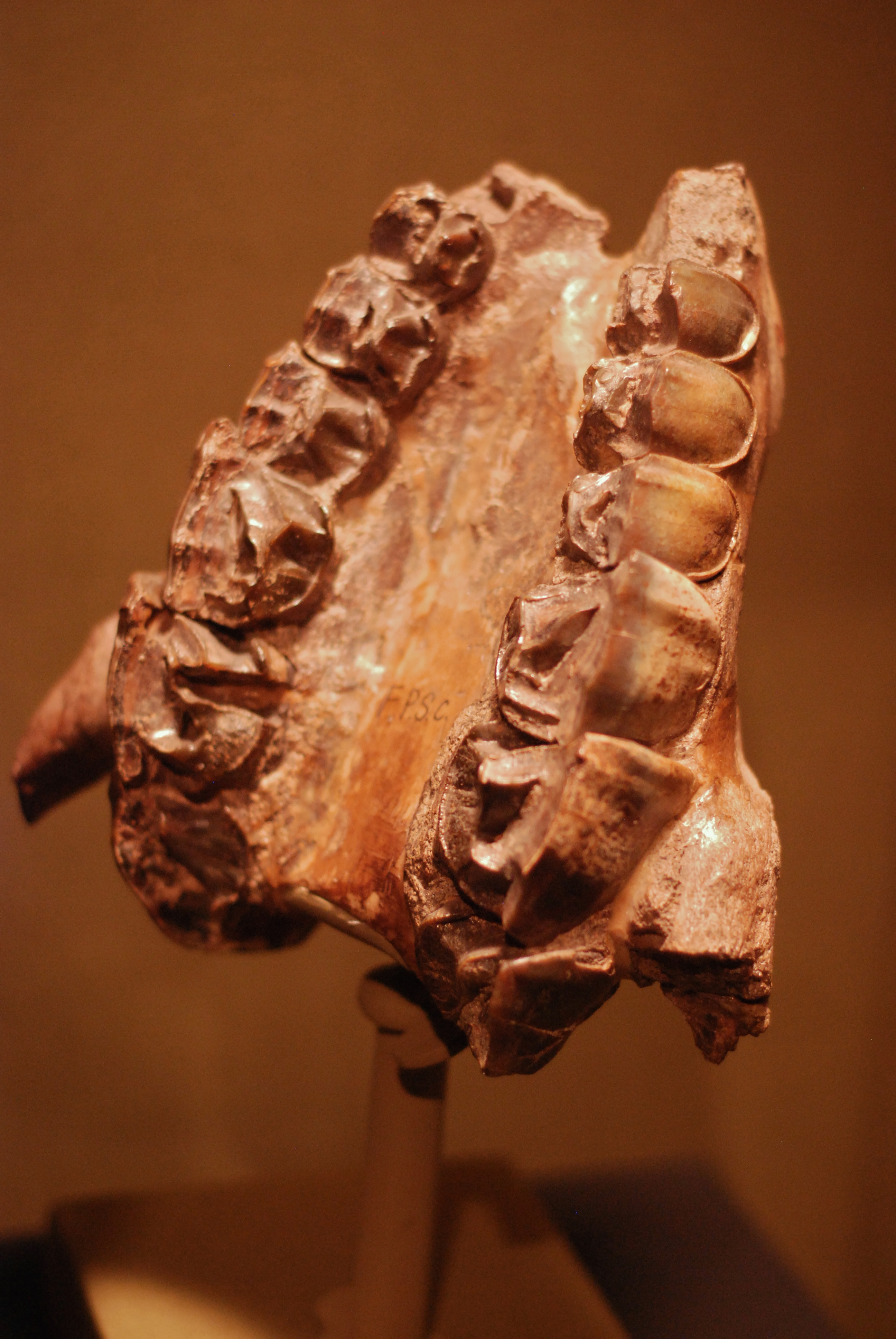
Palato fossile, Homalodotherium cunninghami. Museo de La Plata

Le apofisi delle vertebre toraciche erano poco sviluppate, e questo fatto ha portato i paleontologi a sospettare che l'omalodoterio pascolasse abitualmente in posizione semieretta (il che non richiederebbe un grande sviluppo dei muscoli nucali per sostenere il cranio), facendo perno sul possenti arti posteriori e utilizzando quelli anteriori per aggrapparsi ai rami.

## Classificazione
Homalodotherium venne descritto per la prima volta da Flower nel 1873, sulla base di resti fossili ritrovati in Argentina. La specie tipo è Homalodotherium cunninghami, ma sono state descritte in seguito altre specie: H. segoviae, H. crassum e H. encursum. Si conoscono altre forme simili, Asmodeus e Chasicotherium. Questi animali formano la famiglia degli omalodoteriidi, un piccolo gruppo di mammiferi sudamericani appartenenti ai notoungulati.

## Paleobiologia

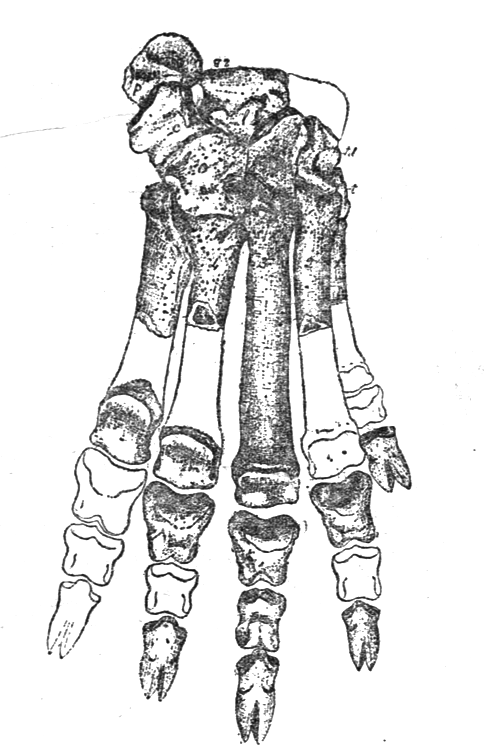
Zampa anteriore destra di Homalodotherium segoviae

È stato proposto che Homalodotherium fosse un animale scavatore, che estraeva radici e tuberi grazie ai forti artigli; tuttavia, un'analisi dettagliata della morfologia degli arti di questo animale ha indotto a ritenere che Homalodotherium non fosse uno scavatore. La struttura dell'arto anteriore è invece compatibile con movimenti veloci e potenti della parte distale dell'arto, forse utilizzati a scopo di difesa. Gli arti posteriori, estremamente robusti e plantigradi, rendevano possibile una postura bipede; probabilmente Homalodotherium si nutriva di foglie degli alberi, che strappava grazie agli artigli (Elissamburu, 2010).